# Osen, Vrața
Osen (în bulgară Осен) este un sat în comuna Krivodol, regiunea Vrața,  Bulgaria. 

## Demografie
Componența etnică a satului Osen
     Bulgari (98%)
     Nicio identificare (1,99%)
     Altele (0%)
La recensământul din 2011, populația satului Osen era de 251 locuitori. Din punct de vedere etnic, majoritatea locuitorilor (98%) erau bulgari. Pentru 1,99% din locuitori nu este cunoscută apartenența etnică.